# 寶馬山

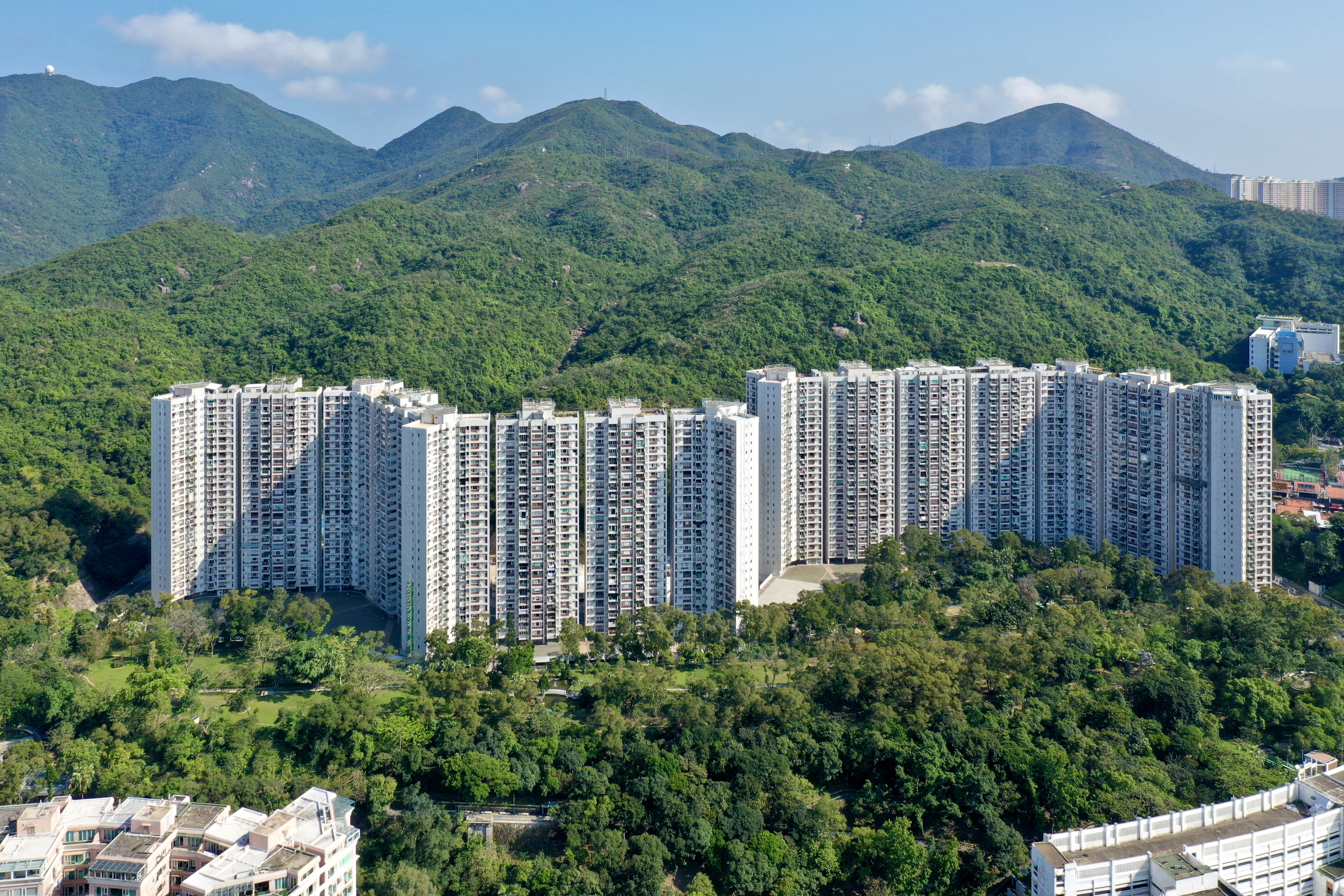
老牌豪宅賽西湖大廈

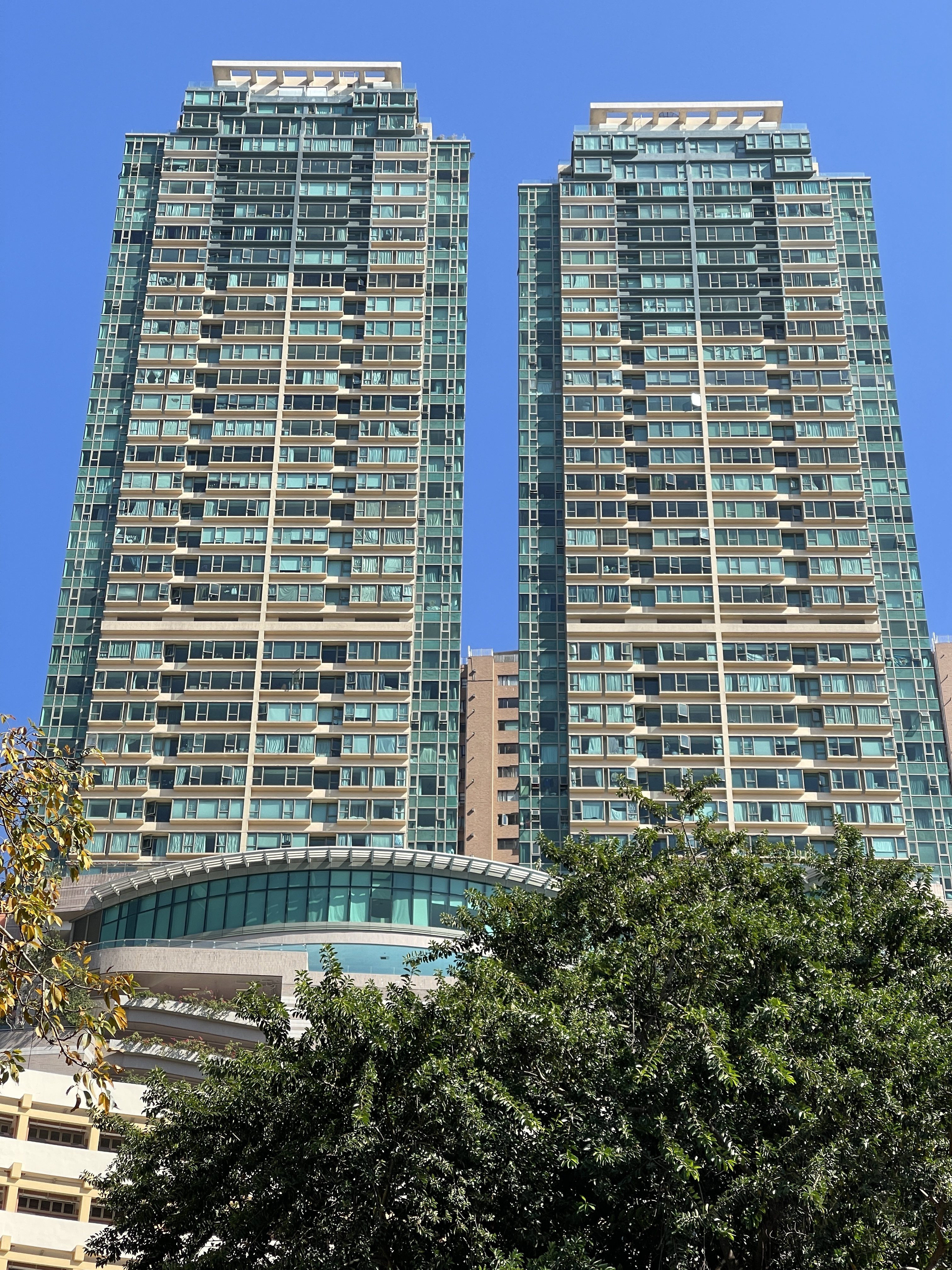
雲景道豪宅海天峰

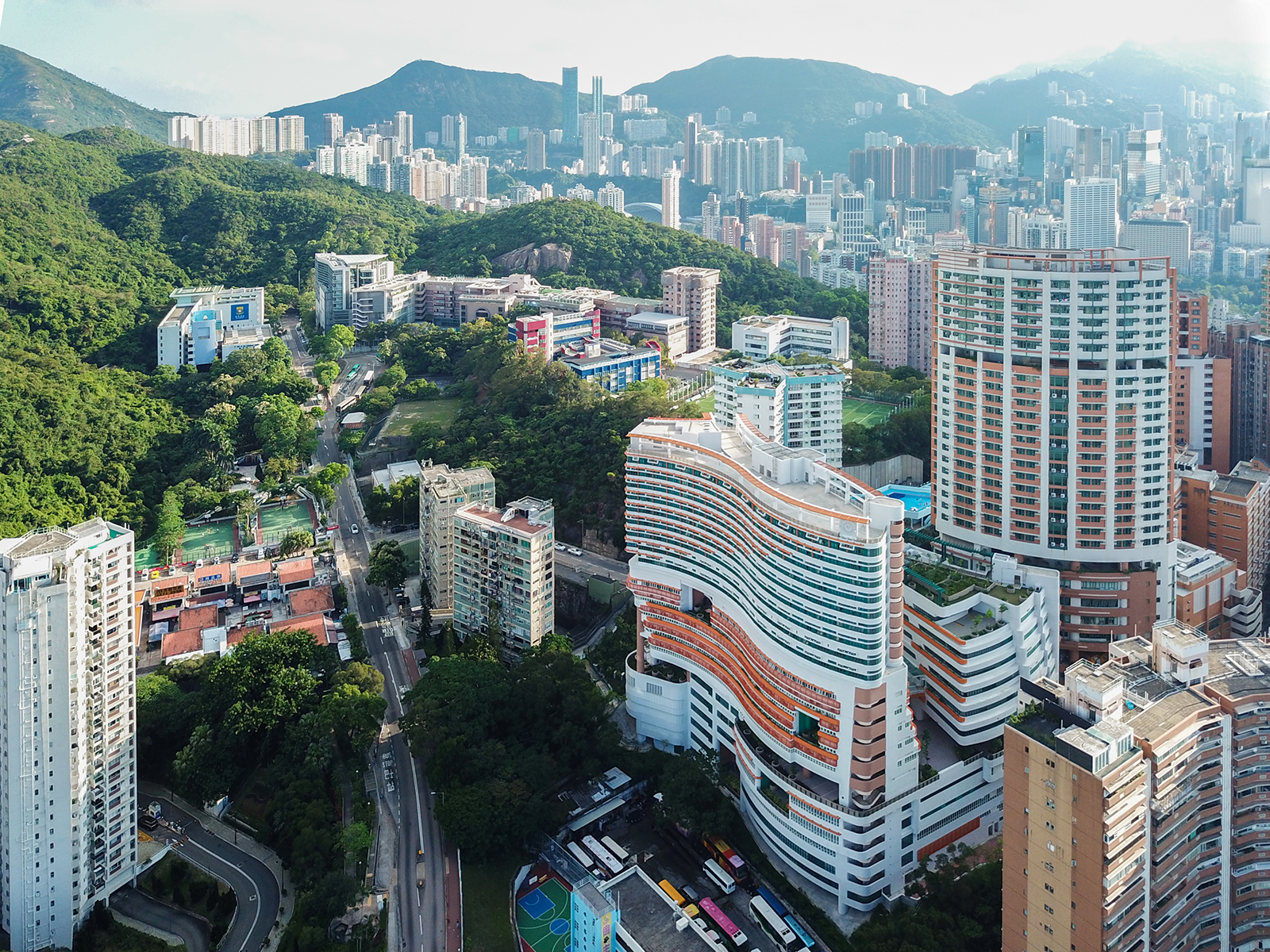
寶馬山上的學校區

寶馬山（英語：Braemar Hill），曾譯作布廉馬山，是香港島東北部北角以南的一個山峰，東連接柏架山，西南連接渣甸山，海拔200米。寶馬山山腰雲景道、天后廟道至寶馬山道一帶早於六十年代被開發為高尚住宅區，住宅部分最高海拔約為150米，為港島東半山傳統豪宅地段。當地現時建有香港樹仁大學校園及多所中小學。

## 名稱
根據香港大學著作，寶馬山的名稱源自19世紀英軍將領寶馬（亦稱伯麥）爵士 （Sir J. J. Gordon Bremer）。

## 旅遊
從寶馬山沿山路南行可進入大潭郊野公園（鰂魚涌擴建部份），東行可到達柏架山，西行可到達渣甸山。寶馬山西南方一個約228米高的山頭被坊間稱為「紅香爐峰」，由於三角網測站（俗稱為標高柱）的名稱為寶馬山，所以常常被誤作為寶馬山。
寶馬山高處景色吸引不少攝影愛好者和市民前來進行拍攝。然而，攝影人士須要留意不要長時間圍著三角網測站（俗稱為標高柱）擺放腳架進行拍攝，因為標高柱是地政總署大地測量組的測量工具之一。香港城市大學建築科技學部高級講師潘永祥解釋：「有時候測量師會在一個山頭，用鏡望向另一山頭的座標進行測量，如有人圍著坐標就要等人群散去才可看到那條柱。」

### 休憩地點
- 賽西湖公園
- 北角配水庫遊樂場
- 雲景道配水庫遊樂場

## 學校
寶馬山六十年代末至千禧年間建成多所學校，包括聖貞德中學、蘇浙公學、香港樹仁大學（前身為香港樹仁學院）、張祝珊英文中學、漢基國際學校、香港日本人學校、鰂魚涌小學等。
詳細學校列表如下：
- 香港樹仁大學
- 閩僑中學
- 培僑中學
- 蘇浙公學
- 金文泰中學
- 聖貞德中學
- 北角協同中學
- 張祝珊英文中學
- 庇理羅士女子中學
- 東華三院李潤田紀念中學
- 中華基督教會桂華山中學
- 漢基國際學校
- 香港日本人學校（中學部）
- 鰂魚涌英童小學（英基學校）
- 蒙特梭利國際學校（小學部）
- 北角官立小學 (雲景道)
- 蘇浙小學幼稚園
- 合一堂陳伯宏紀念幼稚園
- 多多國際幼兒園暨幼稚園

## 主要私人屋苑
- 寶馬山花園（寶馬山道1號）
- 豪景（寶馬山道2號）
- 天寶大廈（寶馬山道4號）
- 豐林閣（寶馬山道24號）
- 賽西湖大廈（寶馬山道15-43號）
- 海景台（雲景道31號）
- 海天峰（雲景道35號）
- 雲景台（雲景道38號）
- 雅景臺（雲景道40號）
- 恆景園（雲景道43-49號）
- 萬德閣（雲景道46號）
- 富麗園（雲景道50號）
- 富豪閣（雲景道56號）
- 峰景大廈（雲景道60號）
- 傲龍軒（天后廟道18號）
- 飛龍臺（天后廟道26-32號）
- 威景臺（天后廟道70號）
- 雲峰大廈（天后廟道114號）
- 珊瑚閣（天后廟道116-126號 / 雲景道51-67號）
- 摩天大廈（天后廟道132-142號)
- 慧雅閣（天后廟道200號）
- 瓊峰園（天后廟道214-216號）

## 重大事件
1949年2月24日，國泰航空一架DC-3型客機墜毀於北角寶馬山，全機23人死亡。
1985年4月20日寶馬山雙屍案，一對英籍情侶被童黨虐殺。

## 鄰近山峰
- 柏架山
- 畢拉山
- 渣甸山
- 小馬山

## 區議會議席分佈
有關區議會議席分佈，請參考北角條目同一部分

## 交通
寶馬山的交通主要道路為雲景道、寶馬山道、百福道和天后廟道。市民可駕駛、乘坐巴士或小巴到達。